# Де Вильдеман, Эмиль Огюст Жозеф
Эмиль Огюст Жозеф де Вильдеман (фр. Emile Auguste Joseph de Wildeman; 1866—1947) — бельгийский ботаник.

## Биография
Эмиль Огюст Жозеф де Вильдеман родился 19 октября 1866 года в Брюсселе в семье Франсуа Эмиля де Вильдемана и Марии Хортензы ван ден Берг. Учился в школе в Брюсселе, в 1883 году поступил в Брюссельский университет. 17 марта 1887 года получил диплом бакалавра по фармации. Затем Вильдеман стал работать в Брюссельском ботаническом саду. Первая научная публикация Вильдемана по ботанике была издана в 1885 году. Вильдеман работал в Ботаническом саду свыше 40 лет. Под руководством профессора Лео Эрреры Вильдеман получил степень доктора философии в Брюссельском университете. 20 июля 1890 года Эмиль Огюст получил степень доктора наук за труд по цитологии Études sur l’attache des cloisons cellulaires. В июне 1894 года де Вильдеман женился на Анне Марии де Кор, через родителей которой он познакомился с бриологом Жюлем Кардо. Затем Эмиль де Вильдеман стал изучать флору Бельгийского Конго. В 1900 году он был назначен куратором Брюссельского ботанического сада. В 1912 году Вильдеман стал его директором. С 1921 года он был профессором Антверпенского университета. В 1931 году де Вильдеман ушёл на пенсию. Эмиль Огюст Жозеф де Вильдеман скончался в Брюсселе 24 июля 1947 года.

## Некоторые научные работы
- Wildeman, E.A.J. de (1897). Prodrome de la flore algologique des Indes néerlandaises. 193 p.
- Wildeman, E.A.J. de; Durand, T.A. (1898—1907). Prodrome de la flore belge. 3 vols., 1112 p.
- Wildeman, E.A.J. de (1899—1909). Icones selectae horti thenensis. 6 vols.
- Wildeman, E.A.J. de (1900). Les algues de la flore de Buitenzorg. 457 p.
- Wildeman, E.A.J. de (1902). Les plantes tropicales de grande culture. 304 p.
- Wildeman, E.A.J. de (1903—1908). Notices sur les plantes utiles ou intéressantes de la flore du Congo. 2 vols.
- Wildeman, E.A.J. de (1903—1912). Études de systematique et de géographie botaniques sur la flore du Bas- et Moyen-Congo. 3 vols.
- Wildeman, E.A.J. de (1904—1910). Plantae novae horti thenensis. 2 vols.
- Wildeman, E.A.J. de (1905—1907). Mission Émile Laurent. 2 vols.
- Wildeman, E.A.J. de (1921). Contribution à l’étude de la flore du Katanga. 264 p.
- Wildeman, E.A.J. de (1921—1929). Plantae bequaertianae. 6 vols.

## Роды, названные в честь Э. О. Ж. де Вильдемана
- Dewildemania O.Hoffm., 1903